# Ернест Поль
Ернест Поль (пол. Ernest Pohl; 3 листопада 1932, Руда-Шльонська — 12 вересня 1995, Гаузах) — польський футболіст німецького походження, що грав на позиції нападника та півзахисника. Відомий за виступами в польських клубах «Гурник» із Забже та «Легія», у складі яких ставав неодноразовим чемпіоном країни та володарем Кубка Польщі, а також у складі збірної Польщі. Триразовий кращий бомбардир чемпіонату Польщі. Володар рекорду Польщі за числом забитих м'ячів у чемпіонаті країни — 186 голів. Його іменем у 2005 названий клубний стадіон «Гурника» (Забже).

## Клубна кар'єра
Ернест Поль народився у Руді-Шльонській у 1932 році. За фахом він був гірничим техніком, проте працював також як інструктор з футболу. Розпочав виступи на футбольних полях у нижчоліговій команді зі свого рідного міста «Славія». У 1952 році Ернеста Поля призвали на військову службу, яку він проходив спочатку в клубі «Ожел» із Лодзі. У 1954 році він перейшов до варшавського військового клубу вищого польського дивізіону ЦВКС, відомому пізніше як «Легія». У цей час у складі варшавської команди виступали низка гравців із Сілезії, зокрема Едвард Шимковяк, Люціян Брихчий, Генрік Кемпний. Усі вони склали основу команди, яка двічі поспіль у 1955 і 1956 роках вигравала і чемпіонат країни, і Кубок Польщі. Угорський тренер «Легії» Янош Штайнер відразу відчув бомбардирський хист Поля, і швидко зробив його одним із гравців основи. Нападник швидко виправдав довіру тренера, і вже в 1954 році він став одним із двох кращих бомбардирів польської першості. У першому виграному чемпіонаті варшавський клуб лише незначно випередив конкурентів, то в сезоні 1956 року перевага столичних армійців над суперниками була настільки значною, що вони перемагали інші команди навіть із двозначним рахунком. Зокрема, команду краківської «Вісли» «Легія» перемогла з рахунком 12-0, причому в цьому матчі Поль відзначився 5 забитими м'ячами.
У 1957 році Ернест Поль став гравцем «Гурника» із Забже. У цій команді нападник грав протягом 11 років. За цей час він додав до своїх досягнень 8 титулів чемпіона Польщі, у тому числі 6 разів підряд, а також ще й титул володаря Кубка Польщі. У сілезькому клубі він також відзначався своїми бомбардирськими якостями, ще двічі виграючи титул кращого бомбардира чемпіонату Польщі. У 1962 році Поль також відзначився рідкісним досягненням — у матчі з краківською «Краковією» він забив 6 із 9 м'ячів своєї команди. Усього за час виступів у вищому дивізіоні польського футболу нападник відзначився 186 забитими м'ячами, що тривалий час залишається кращим показником в історії чемпіонатів Польщі. У 1964 році Ернест Поль отримав звання футболіста року за версією газети «Sport».
Після закінчення виступів у «Гурнику» Поль ще протягом двох років грав у США за клуби польської діаспори «Полонія» (Нью-Йорк) і «Вістула» (Гарфілд), після чого завершив виступи на футбольних полях.

## Виступи за збірну
Ернест Поль ще 1955 року дебютував у складі національної збірної Польщі в товариському матчі зі збірною Румунії. Усього в складі збірної футболіст зіграв 46 матчів, у яких відзначився 39 забитими м'ячами. У складі польської збірної він брав участь в Олімпійських ігор 1960 року, на яких у матчі зі збірною Тунісу відзначився 5 забитими м'ячами, щоправда це не допомогло польській збірній пройти до наступного етапу змагань.

## Після завершення футбольної кар'єри
Після завершення кар'єри професійного футболіста Ернест Поль з перервами працював у тренерському штабі «Гурника». У 1990 році він виїхав на постійне проживання до Німеччини, куди раніше виїхали дві його дочки та дружина. Помер Ернест Поль у німецькому місті Гаузах 12 вересня 1995 року.

## Вшанування пам'яті
У 2005 році іменем Ернеста Поля названий стадіон у Забже, який є клубною ареною місцевого «Гурника», в якому провів більшу частину своєї кар'єри Ернест Поль.

## Титули і досягнення

### Командні
- Чемпіон Польщі (10):

«Легія» (Варшава): 1955, 1956
«Гурник»: 1957, 1959, 1961, 1962/63, 1963-64, 1964-65, 1965-66, 1966-67
- Володар Кубка Польщі (3):

«Легія» (Варшава): 1954-55, 1955-56
«Гурник»: 1964-65

### Особисті
- Найкращий бомбардир чемпіонату Польщі (3): 1954 (разом із Генріком Кемпним), 1959 (разом із Яном Лібердою), 1961.
- Футболіст року за версією газети «Sport» — 1964.
- Найкращий бомбардир чемпіонатів Польщі з футболу — 186 м'ячів.